# Chiesa dei Santi Pietro e Paolo (Uggiate con Ronago)
La chiesa dei Santi Pietro e Paolo è un edificio di culto cattolico che si trova ad Uggiate, nel territorio comunale di Uggiate con Ronago, in provincia di Como. Il titolo attuale risale a metà del '600, quando iniziarono le opere di rifacimento dell'antica chiesa che era denominata solamente di San Pietro. Era chiesa plebana collegiata prepositurale, da cui dipendevano le diciassette chiese della Pieve (come parrocchie, vice parrocchie o vicarie).

## La chiesa di San Pietro

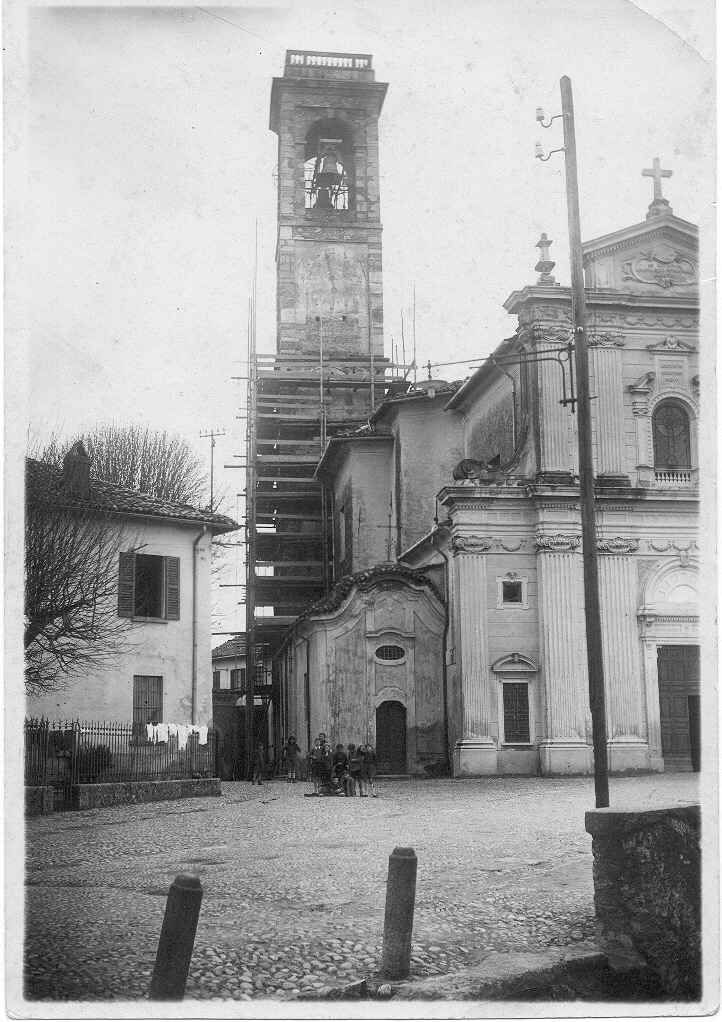
La chiesa plebana come appariva negli anni '30. Ben visibile la cappella dedicata a Maria Bambina (oggi non più esistente), addossata al fianco nord della chiesa.

L'antica chiesa plebana era dedicata solo a San Pietro, se ne trova una prima parziale descrizione negli atti della visita del vescovo di Vercelli Bonomi nel 1578.

Dagli ordini impartiti dal visitatore apostolico si deduce che vi erano cinque altari: l'altare maggiore con davanti il coro dei canonici, l'altare di Santo Stefano (a meridione), l'altare di Santa Maria (a settentrione); ai lati di quest'ultimo vi erano due altari troppo angusti che il Bonomi ordina di levare. Dei due nomina solo quello di Sant'Erasmo .
La seconda visita rimasta nell'archivio storico della diocesi di Como è quella del vescovo Volpi nel 1581, che, però non dice nulla di nuovo rispetto alla precedente.
Più interessante è quella del Ninguarda che passa ad Uggiate nel 1592. Egli trova la chiesa a tre navate non proporzionate, ma una più ampia dell'altra. Le diverse dimensioni delle navate laterali lasciano intuire alcune trasformazioni dell'originaria struttura nel corso dei secoli precedenti.'In origine, la chiesa si doveva infatti presentare come un edificio in stile romanico, suddiviso in due navate: la realizzazione della terza navata, che comportò l'incorporazione del battistero, avvenne solo in un secondo momento. A questo proposito, dalla descrizione del Niguarda emerge una singolare ubicazione del battistero, collocato in una cappella a destra della porta principale, cioè a sud, mentre secondo le norme liturgiche avrebbe dovuto trovarsi a nord. Il Niguarda trova inoltre che l'altar maggiore è inserito in un'abside semicircolare ed è ornato con un'icona dipinta e dorata antica; davanti, il coro con otto stalli. Gli altri due altari sono dedicati all'Assunta e a santo Stefano. Dalla descrizione presente negli atti della visita del Niguarda, il campanile risulta staccato dalla chiesa, davanti all'ingresso principale, mentre tutt'intorno si trova il cimitero. Dalla stessa descrizione, una delle campane risulta essere rotta.
Nel 1597 passa in visita il vescovo Filippo Archinto che dà la descrizione più dettagliata dell'edificio:
- La prima conferma è il battistero che viene descritto in fondo alla navata meridionale.
- La seconda è l'altar maggiore di cui si specifica che vi è una grande icona con le immagini di Santa Maria Vergine e dei santi Pietro e Paolo. Inoltre si precisa che è staccato dall'abside circa due metri. Da notare il coro che, trovandosi davanti all'altar maggiore, occupa quasi tutta la navata centrale, giungendo fino alla seconda colonna (ve ne sono tre per parte).
- La terza è l'altare di Santa Maria. Dalla descrizione veniamo a sapere che vi è un'icona dipinta e dorata, raffigurante l'Assunzione della Vergine, con due ante di legno per chiuderla.
- La quarta riguarda l'altare di Santo Stefano. Anche qui troviamo un'icona lignea dorata raffigurante la Deposizione del Signore (opera attribuita alla suola del Luini[5]). Il visitatore dà un ordine interessante: proibisce di esporre in questo altare il SS. Sacramento e ordina di esporlo all'altar maggiore.
- Infine viene data una descrizione generale dell'antica chiesa: è costruita verso oriente (come oggi). È consacrata e il giorno della dedicazione è il 19 novembre. Ha tre navate non proporzionate, infatti la più a nord è più ampia e decorosa di quella in mezzo e quest'ultima è più ampia di quella a sud. Le navate laterali sono a volta e imbiancate, quella centrale è a volta sopra il coro e a soffitto per il resto. Il pavimento è in cotto, la facciata è dipinta.

Vi sono due porte: una nella navata centrale dalla quale si scende in chiesa con 4 gradini, l'altra laterale nella navata a nord a livello del pavimento della chiesa.

Il cimitero si trova davanti alla chiesa, in esso ci sono molte piante di gelso e molte erbacce da togliere quanto prima. Nel cimitero davanti alla porta principale vi è il campanile, che però è solo metà, essendo andata distrutta la parte mancante.

La sacrestia è posta dietro l'abside. Vi sono i messali secondo il rito patriarchino senza aggiunte.

## L'edificio attuale
La chiesa, come la vediamo oggi, ha una pianta a croce latina con la navata a due volte e il presbiterio con abside semicircolare pure a volta. 
La costruzione dell'attuale struttura si può dividere in due fasi.
- La prima fase va dal 1699 ai primi decenni del '700, quando furono realizzati dalla popolazione, con il sostanzioso concorso economico della famiglia Turconi, la navata (costruita nel 1733[5]) e il transetto. I lavori, che comportarono l'inglobamento della vecchia chiesa in un edificio più ampio, si resero necessari per ragioni di sicurezza strutturale: la vecchia chiesa rischiava infatti di crollare[3].
- La seconda fase, dal 1858 al 1876, servì per il completamento, con la costruzione del presbiterio, del coro e della sacrestia nuova su impulso del Prevosto mons. Mojana. Infine il portale nel 1880 e la facciata nel 1906. Il progetto del presbiterio e del coro fu curato da Giacomo Moraglia[5][3].

Il titolo della collegiata plebana è nel frattempo cambiato, infatti il vescovo Torriani la chiama già nel 1676 "Chiesa Collegiata dedicata ai Ss. Pietro e Paolo".

Le volte della navata sono affrescate con pregevoli opere di Carlo Innocenzo Carloni, pittore intelvese di Scaria, realizzate nel 1737. Nella tazza centrale della volta verso l'abside, vi è raffigurata l'apoteosi di san Pietro, 

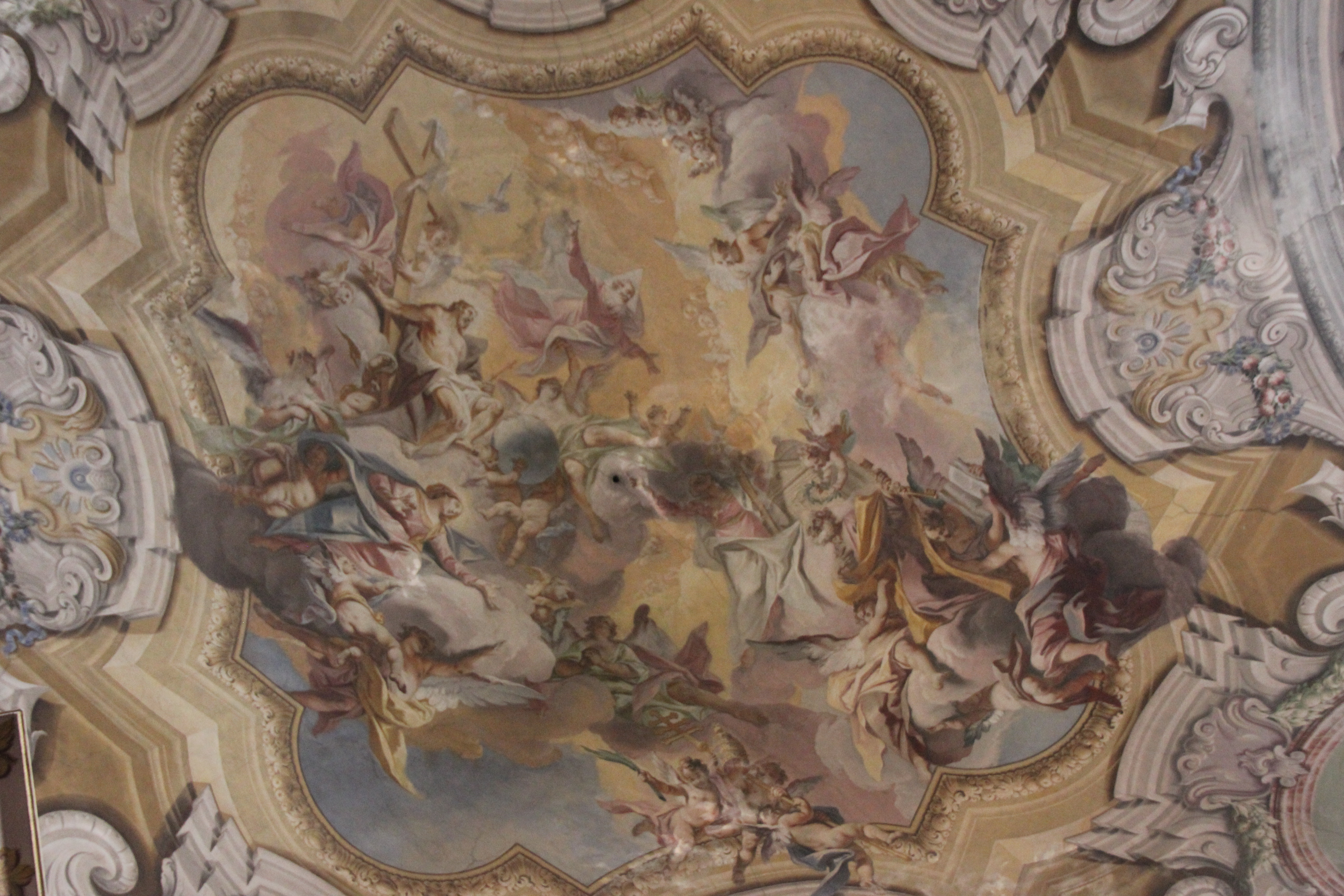
Apoteosi di San Pietro

 mentre in quella minore la glorificazione di san Paolo. 

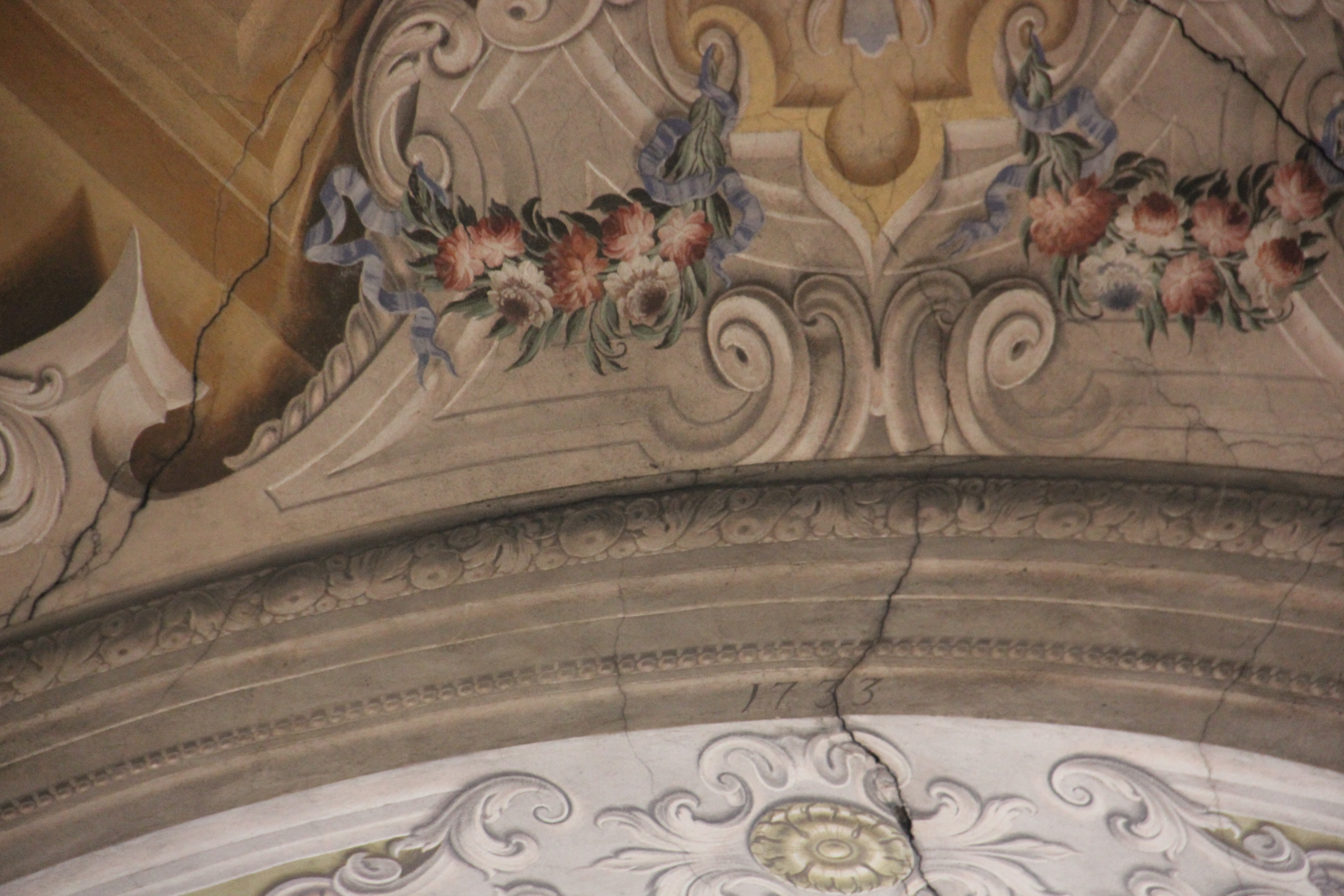
Data 1733

Il secondo dei due affreschi appare più maturo sia dal punto di vista figurativo sia dalla maggior cura dei colori.

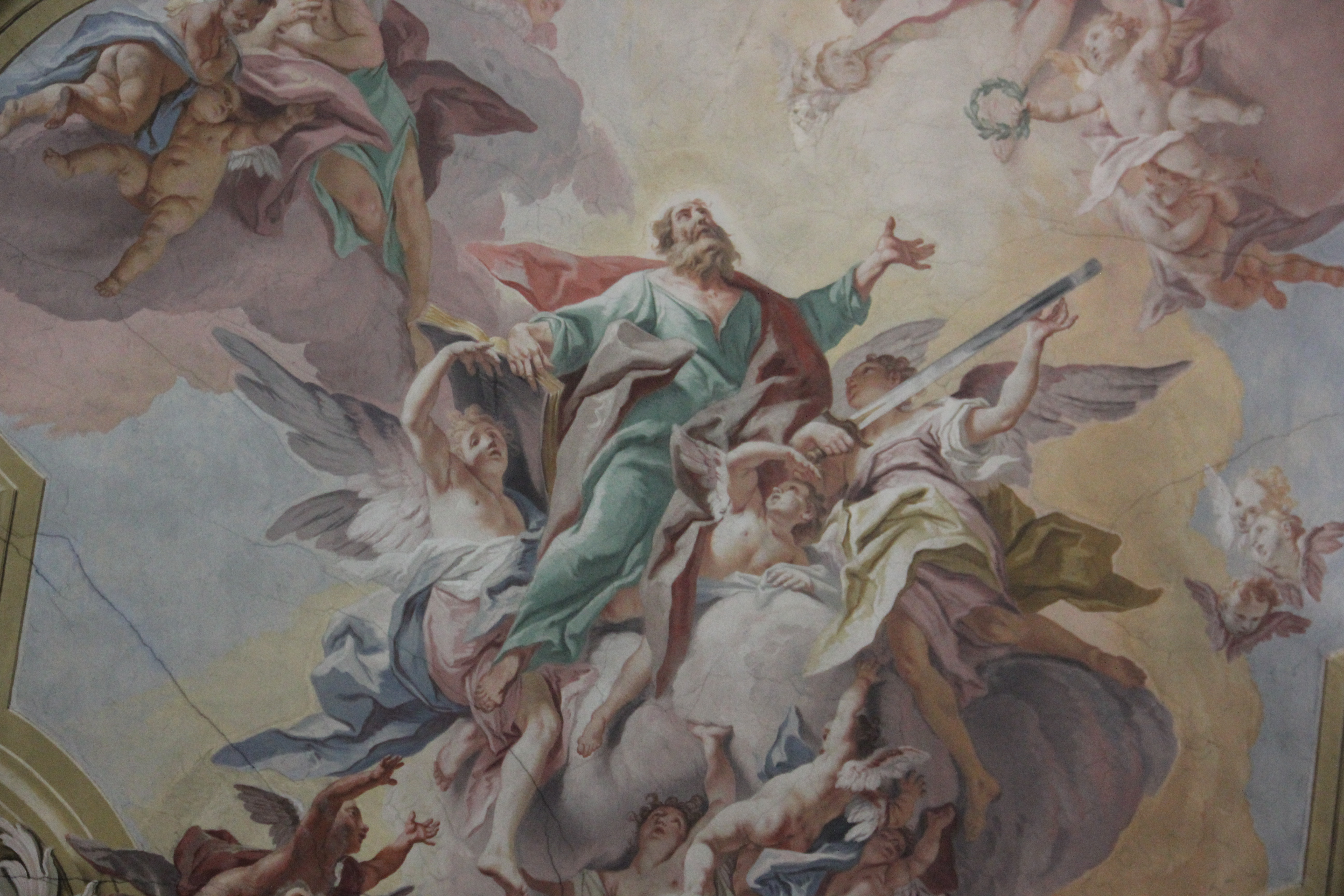
Glorificazione di San Paolo

Ad Antonio Nolfi si deve il disegno dell'oratorio dei confratelli, realizzato attorno al 1767 sul fianco settentrionale della navata e demolito nel 1970, dopo esser stato temporaneamente trasformato in una cappella dedicata a Maria Bambina.
Francesco Nicora curò invece il restauro delle decorazioni, avvenuto nel 1874.
Il catino dell'abside presenta affreschi eseguiti dal pittore Giuseppe Carsana di Bergamo nel 1876. In essi si trovano raffigurati il papa Pio IX, il vescovo di Como Pietro Carsana e il prevosto Luigi Mojana nella scena dell'Adorazione del Sacro Cuore.
La consacrazione dell'edificio avvenne l'8 agosto 1841, per mano del vescovo Romanò. All'anno precedente risale la fusione delle attuali campane, realizzate dalla fonderia Bizzozzero di Varese.
Nel 1842, ulteriori interventi riguardarono il campanile, che era stato ricostruito nella seconda metà del XVIII secolo. Nel corso del tempo, il castello di supporto alle campane venne progressivamente ammodernato (1922, 1976, anni 1990), mentre la torre campanaria venne sottoposta dapprima a un intervento di stabilizzazione con iniezioni di cemento (1937) e, successivamente, a un restauro globale (2020).

### L'altar maggiore
Il Seicentesco altar maggiore risale a un'epoca precedente la costruzione della nuova chiesa. Il vescovo Ambrogio Torriani (1666-1679) nella sua prima visita a Uggiate, il 4 maggio 1671, rileva che oltre al tabernacolo non vi è alcuna immagine. In precedenza, infatti, l'altare primitivo conservava un'antica pala lignea, dorata, raffigurante la Vergine Maria col Figlio, i santi Pietro e Paolo e altri santi. Probabilmente in quegli anni si era creata nella chiesa una situazione nuova, per iniziativa dei canonici la vecchia sacrestia umida e angusta era stata demolita e ne era stata approntata una nuova sul lato nord del presbiterio. Era stato così possibile ingrandire il coro dietro l'altare e collocarvi gli stalli dei canonici che prima occupavano i due terzi della navata centrale. Il nuovo presbiterio, così, non terminava con l'abside semicircolare della chiesa medievale, bensì con un coro rettangolare, nel quale erano stati posti i seggi canonicali sui due lati opposti. È probabile che in tali interventi anche l'antico altare con il dipinto sia stato rimosso e almeno all'epoca della visita suddetta non ancora sostituito. Tuttavia nella seconda visita dello stesso vescovo si nota che l'eucaristia viene conservata "in arcula tabernaculi lignei" che sembra indicare il ciborio (arcula) (dove si conservava il SS. Sacramento) inserito in un'ancona (tabernaculum) lignea, che potrebbe essere l'attuale. In pratica durante la ristrutturazione del coro e del presbiterio è stato realizzato anche l'altare nuovo che il prevosto Mojana conservò allorquando rifece la stessa parte di chiesa che non si armonizzava con la nuova costruzione settecentesca.

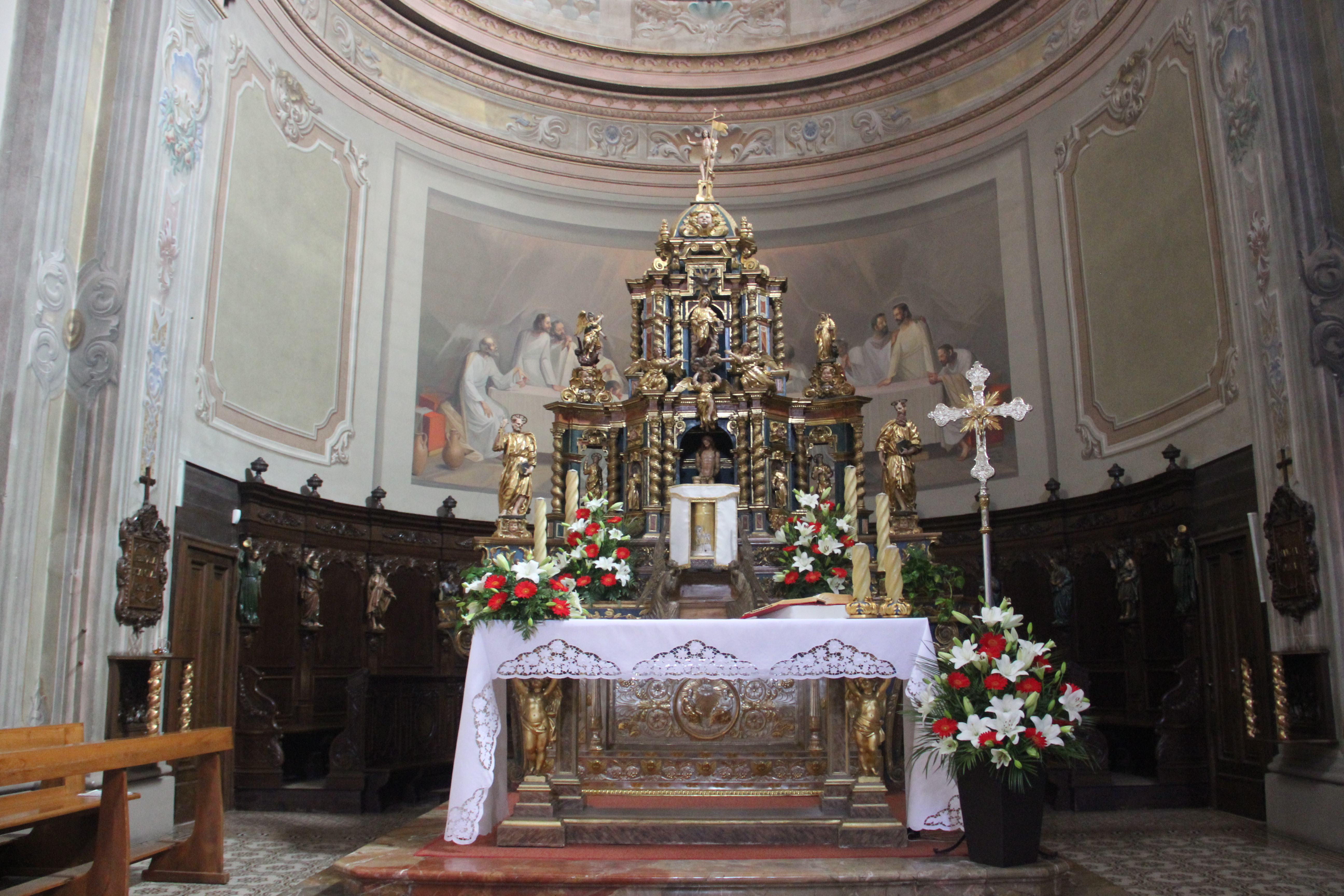
L'altar maggiore

«A sostegno di tale ipotesi concorre, in maniera non irrilevante, la vicenda dei cinque reliquiari che costituiscono il degno corredo della preziosa ancona seicentesca. Infatti, nel 1685 il prevosto di Uggiate ed alcuni canonici furono a Roma per un prolungato soggiorno. Era Sommo Pontefice in quegli anni il comasco Benedetto Odescalchi, col nome di Innocenzo XI (1676-1689) e proprio per disposizione papale i membri del clero uggiatese ricevettero, in tre occasioni successive, il 5 e il 16 maggio e il 3 dicembre, alcune reliquie insigni, donate loro dai prelati di curia con facoltà di trasferirle in parrocchia ed esporle alla venerazione dei fedeli. Ritornati da Roma, prevosto e canonici ottennero dall'autorità diocesana i necessari permessi, a seguito della canonica ricognizione fatta dal Vicario Generale il 12 luglio 1687. Le reliquie, però, erano ancora custodite nelle cassette con le quali erano state trasportate da Roma; si attendeva che si eseguissero i nuovi reliquiari appositamente fatti preparare. Questi, quattro a forma di urna e uno a forma di croce, furono terminati nell'anno successivo così che, nell'ottobre del 1688 si provvide alla definitiva sistemazione delle reliquie nelle preziose urne, accolte in paese con particolare solennità nella festa di tutti i Santi. Un evento, dunque, molto importante, che costituiva quasi un completamento e una conclusione del complesso di opere che avevano interessato la chiesa e la stessa vita parrocchiale tra gli anni 1671-1688, in particolare l'altare maggiore.».
Dalle forme molto simili a quelle dell'altare presente nel presbiterio della Parrocchiale di Mendrisio, l'altare maggiore della chiesa dei santi Pietro e Paolo è stato sottoposto ad un restauro radicale nel 1987, ad opera di Antonio Zaccaria di Bergamo, il quale ha riportato l'altare alle sue dimensioni originali, poiché alcuni interventi del 1955 lo avevano alterato in altezza.
Oggi si presenta a forma piramidale, poggiante su tre gradini che fanno da sopralzo all'antica mensa, ora inutilizzabile, perché ridotta in profondità. Risulta composto da tre piani. Quello inferiore presenta ai lati gli Apostoli titolari della chiesa e al centro in una nicchia l'"Ecce homo", cioè Gesù flagellato. Nel piano soprastante si trovano all'estremità san Michele arcangelo e sant'Antonio abate con al centro in una nicchia la Madonna Assunta. Alla sommità sopra una cupola campeggia il Risorto..
Dietro l'altare, nell'abside, fu collocato nel 1928 un coro ligneo. «Una bella pagina di mons. Tam ricorda: "Nella solennità patronale di S. Pietro fu inaugurato e benedetto il nuovo coro artistico, ricco d'intagli ed adorno delle statue dei Santi Apostoli, lavoro eseguito e collocato dallo scultore accademico Demetz in Val Gardena. Per effettuare questa magnifica opera d'arte, che venne a costare L. 42.108 si era costituita una commissione."»
Sempre nell'abside, al centro della parete, sopra il coro, campeggia l'Ultima Cena, affrescata dall'artista uggiatese Torildo Conconi ed inaugurata il Giovedì Santo, 20 aprile 1972.

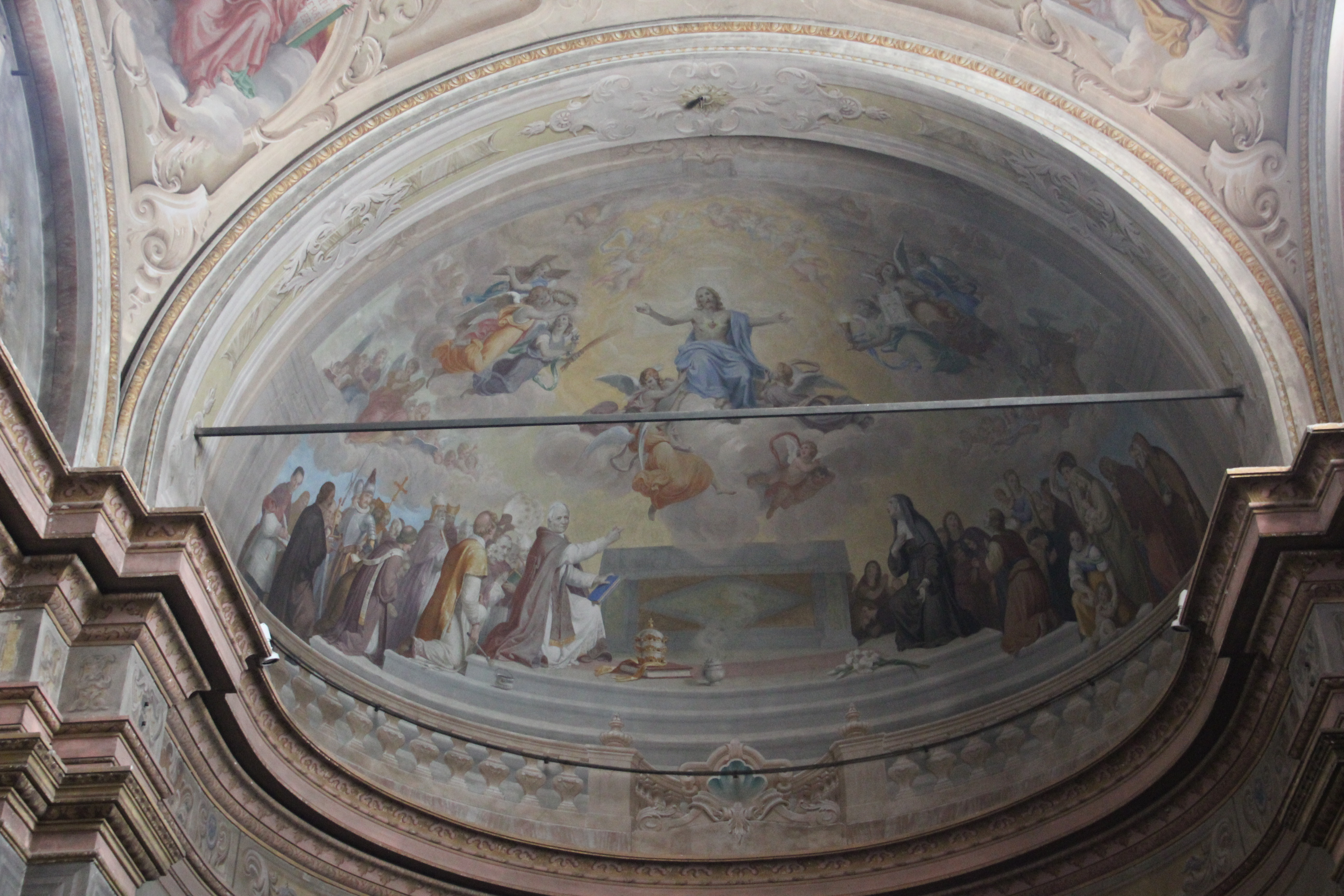
Catino absidale

Nel catino dell'abside, come detto, è rappresentata la scena dell'adorazione del Sacro Cuore. A sinistra dell'altare, tra gli ecclesiastici raffigurati, possiamo riconoscere il Papa e il Vescovo allora viventi e il Prevosto che ha commissionato l'opera.

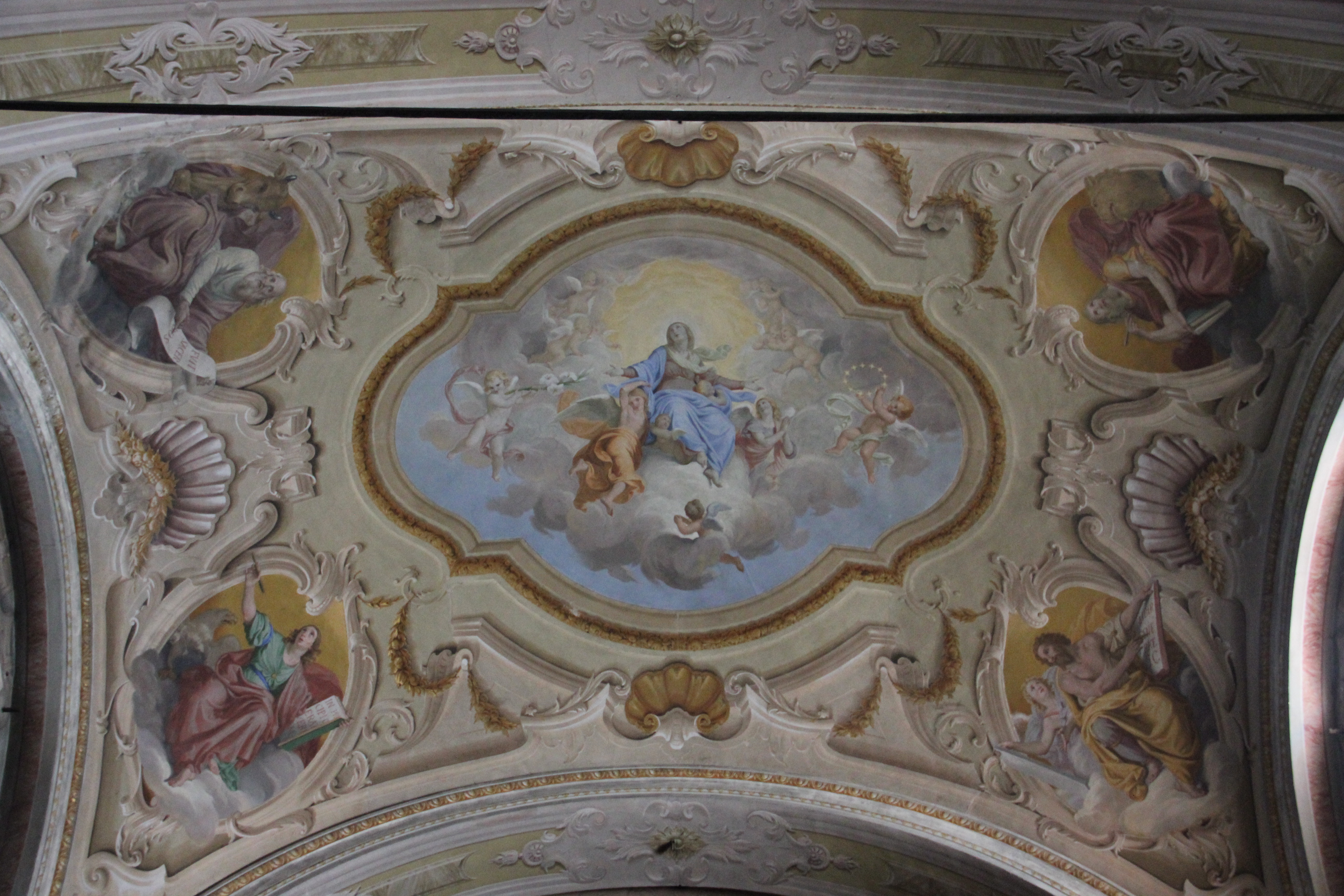
Volta del presbiterio

Lo stesso pittore Giuseppe Carsana affrescò anche la volta del presbiterio, "col soggetto l'Assunzione di Maria santissima, e i quattro Evangelisti nei pennacchi. Questo lavoro ricorda ai posteri l'anno del giubileo (1875) e il secondo centenario della rivelazione fatta alla B. M. Margherita Alacoque della divozione del Cuore santissimo di Gesù".
Ai lati del presbiterio, erano state eseguite in origine solo delle campiture violacee, alquanto cupe. Verso il 1920 il prevosto Rumi si adoperò con il munifico interessamento dell'onorevole Francesco Somaini per riempire le pareti con due affreschi di un pittore marchigiano di nome Zapparoli, a destra uno rappresentante la vocazione di San Pietro e a sinistra l'altro avente come soggetto la predicazione di San Paolo all'Areopago. I due affreschi, però, risultarono tanto deludenti per la qualità scadente dell'insieme che, in un primo tempo, si pensò di distruggerli subito. In realtà rimasero al loro posto fino al 1958, quando l'arciprete don Virginio Sosio, dopo aver notato due grandi tele abbandonate nella cappella dell'oratorio femminile di Olgiate Comasco, le acquistò e le fece restaurare, grazie ancora al munifico mecenatismo della famiglia Somaini, all'esperto Mosè Turri.  Si scoprì allora che erano firmate da Paolo Pagani, pittore valsoldano, e datate 1714 e 1715. Furono poi sistemate sulle pareti del presbiterio e coprendo del tutto gli affreschi sottostanti danno alla parte più sacra della chiesa un tono certamente più dignitoso.
«La prima tela, eseguita nel 1714, raffigura S. Antonio da Padova che riattacca il piede (m. 4,13 X 3,53); la seconda, dipinta nel 1715, rappresenta S. Antonio che conforta un martire (m. 4,08 X 3,53). In ambedue le tele si rivela integralmente l'autore, anzitutto per il forte rilievo dato al nudo umano, nella possanza vigorosa delle membra, e per il simpatico raggruppamento delle persone entro l'ambito equilibrato della scena, quindi per la contenuta morbidezza del disegno ed il lirismo cromatico, la evidente ispirazione religiosa, tutto avvolto dal profondo spazio cilestrino, caro ai pittori veneziani.
Gli attuali quadri di Uggiate si devono valutare, comparandoli con l'intera produzione paganesca, ossia con le tele veneziane, di Dresda e dell'Hermitage [...] In tutta l'opera sua si vede il trapasso della sua arte dagli ultimi barbagli barocchi e le scattanti corruscazioni caravaggesche alle temperate e maliose espressioni del Piazzetta. La circostanza, poi, che le nostre tele rappresentano effettivamente il canto del cigno per Paolo, prossimo alla morte, (morirà a Milano il 5 maggio 1716) documentano l'ultima sua espressione, e rilevano l'inconfondibile stile, il valore artistico, l'originalità.» Pietro Gini, autore della scoperta, non si avvide che in realtà i due quadri erano già appartenuti alla chiesa di Santa Maria del Giardino a Milano e che la seconda tela rappresenta Sant'Antonio che resuscita il figlio per scagionare il padre ingiustamente accusato di omicidio.

### L'altare di San Francesco Saverio

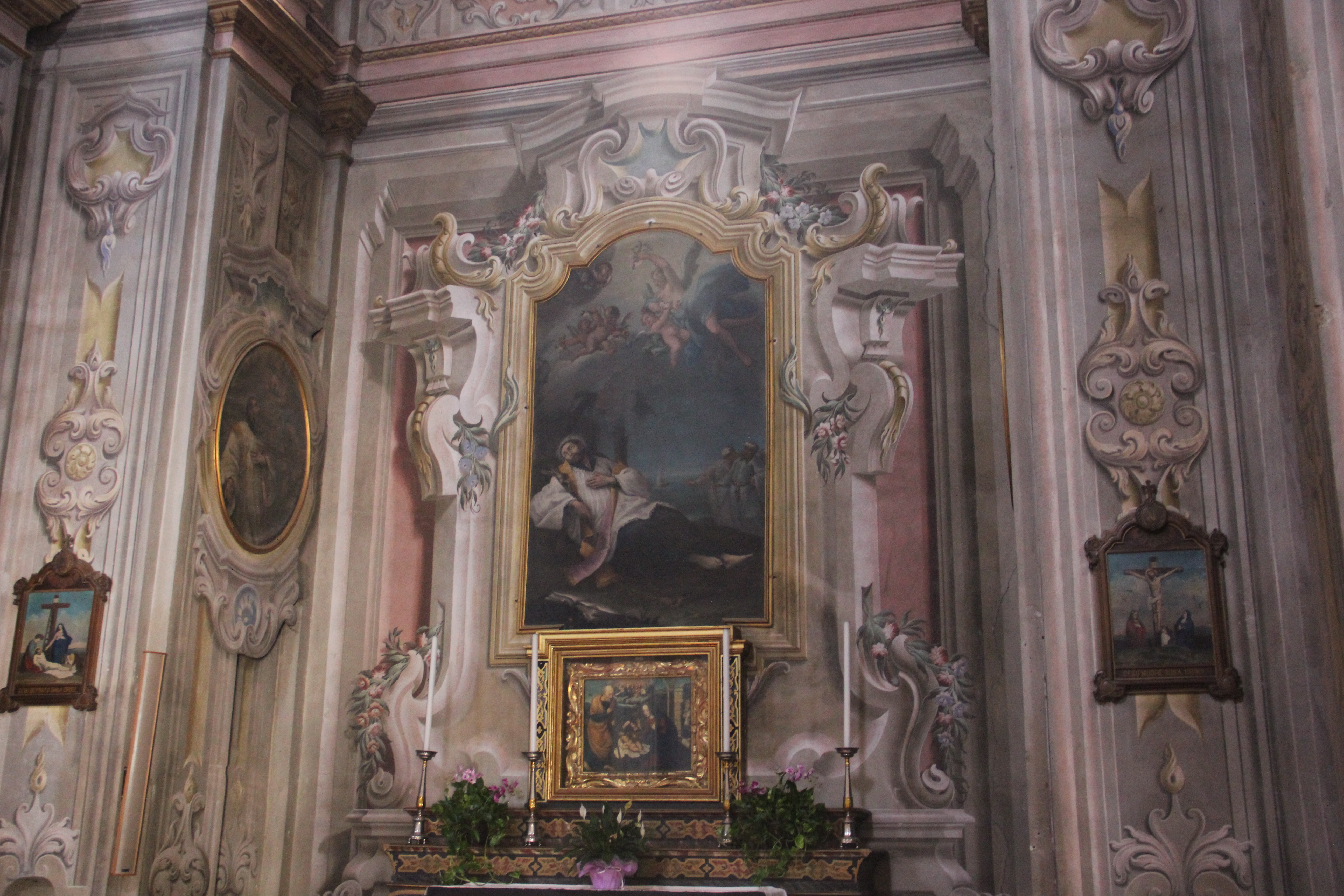
Altare di San Francesco Saverio

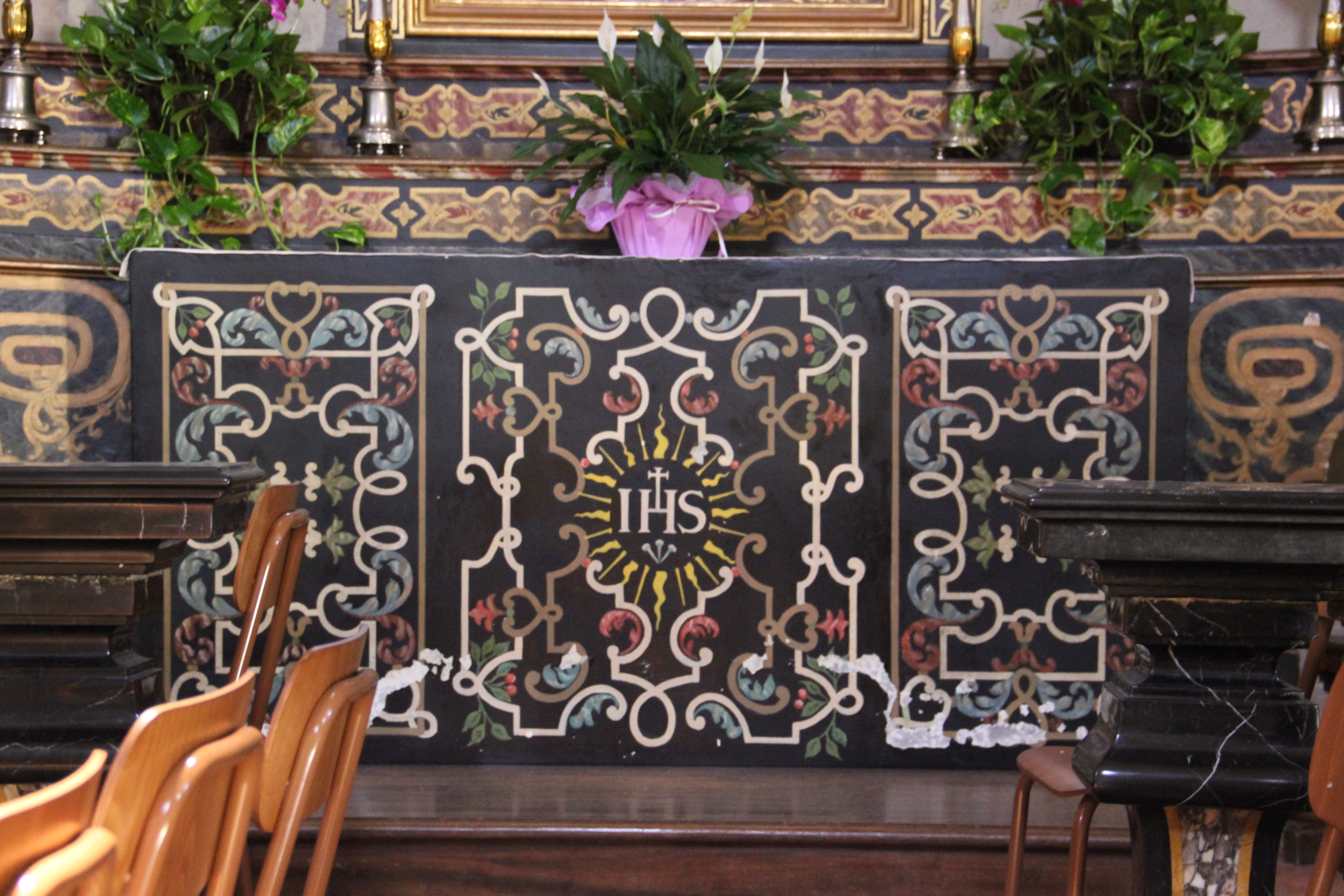
Paliotto dell'altare di San Francesco Saverio

Nel transetto la cappella meridionale è dedicata a San Francesco Saverio. L'altare relativo risulta già realizzato ne 1737, come si deduce dal testamento della Sig. Contessa Maria Overa ved. Turconi, redatto il 9 maggio 1737, con cui fondava un Legato su "due possessioni dette di Canova", che consisteva in una rendita di "lire 69 e soldi 12 da versare ogni anno e sino in perpetuo alla chiesa prepositurale di Uggiate [...] per la solennizzazione della festa di S. Francesco Zaverio". Si doveva celebrare, il giorno 3 dicembre, una Messa cantata in terzo all'altare del Santo, preceduta da una novena di Benedizioni. 
Inoltre, da un inventario della chiesa del 1906 si viene a sapere che i tre dipinti che ornano la cappella furono donati da "Donna Overa". Essi sono così descritti: 
«I. Quadro all'altare di S. Francesco rappresentante la morte (..) nell'isola di Malacca, opera di pennello stimato. 2. Altro quadro di S. Francesco rappresentante l'ispirazione (del Santo). 3. Ed altro quadro di San Francesco rappresentate l'abbandono (del Santo) al Crocifisso: tutti dipinti ad olio su tela in cornice dorata incastonati nel muro".  Si può concludere che questo altare fu voluto esplicitamente dalla famiglia Turconi e da essa dotato delle tre tele, probabilmente anche del paliotto in scagliola (ora irrimediabilmente guasto) e di quanto poteva servire per l'uso liturgico.».

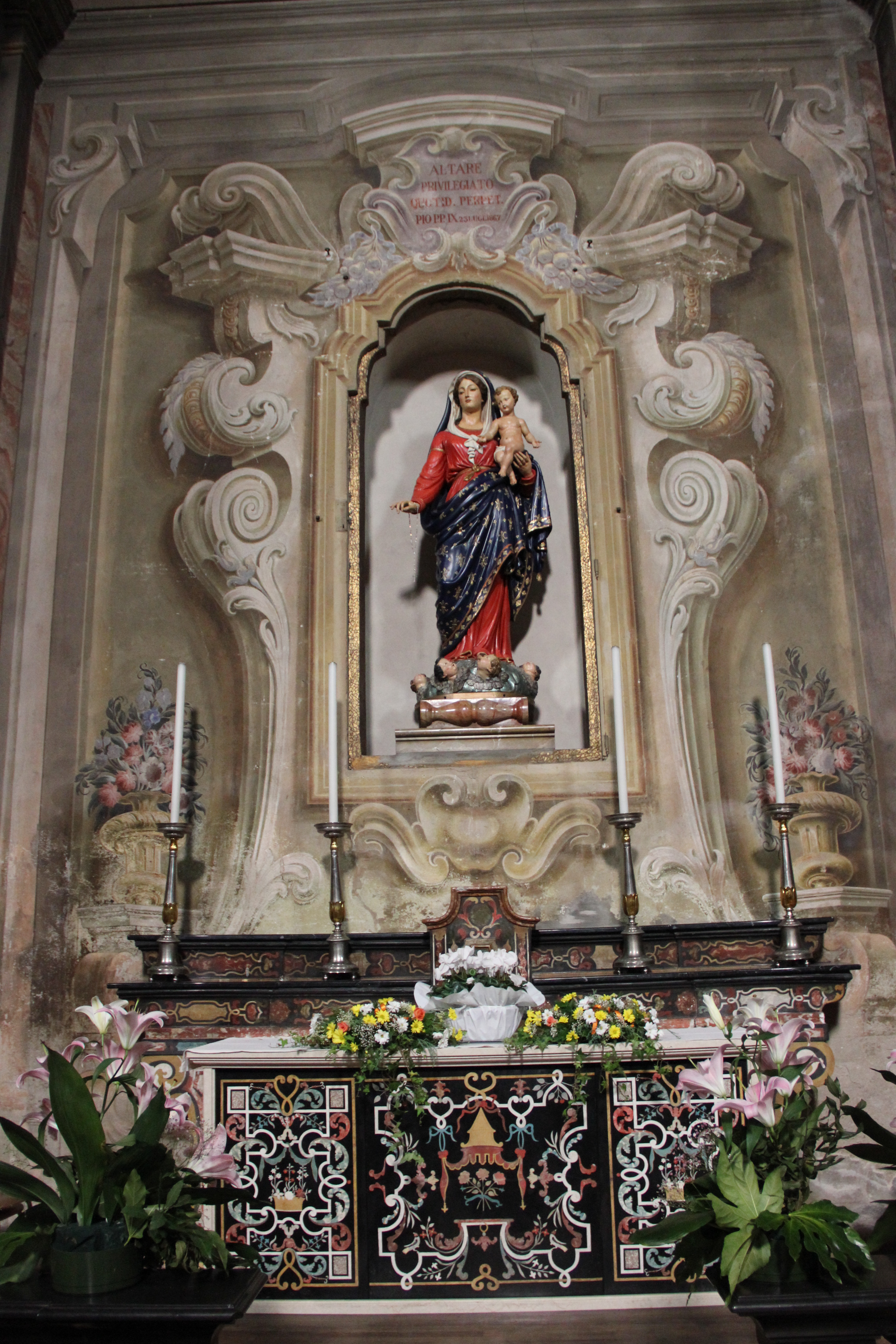
Altare della Madonna del Rosario

### L'altare della Madonna del Rosario

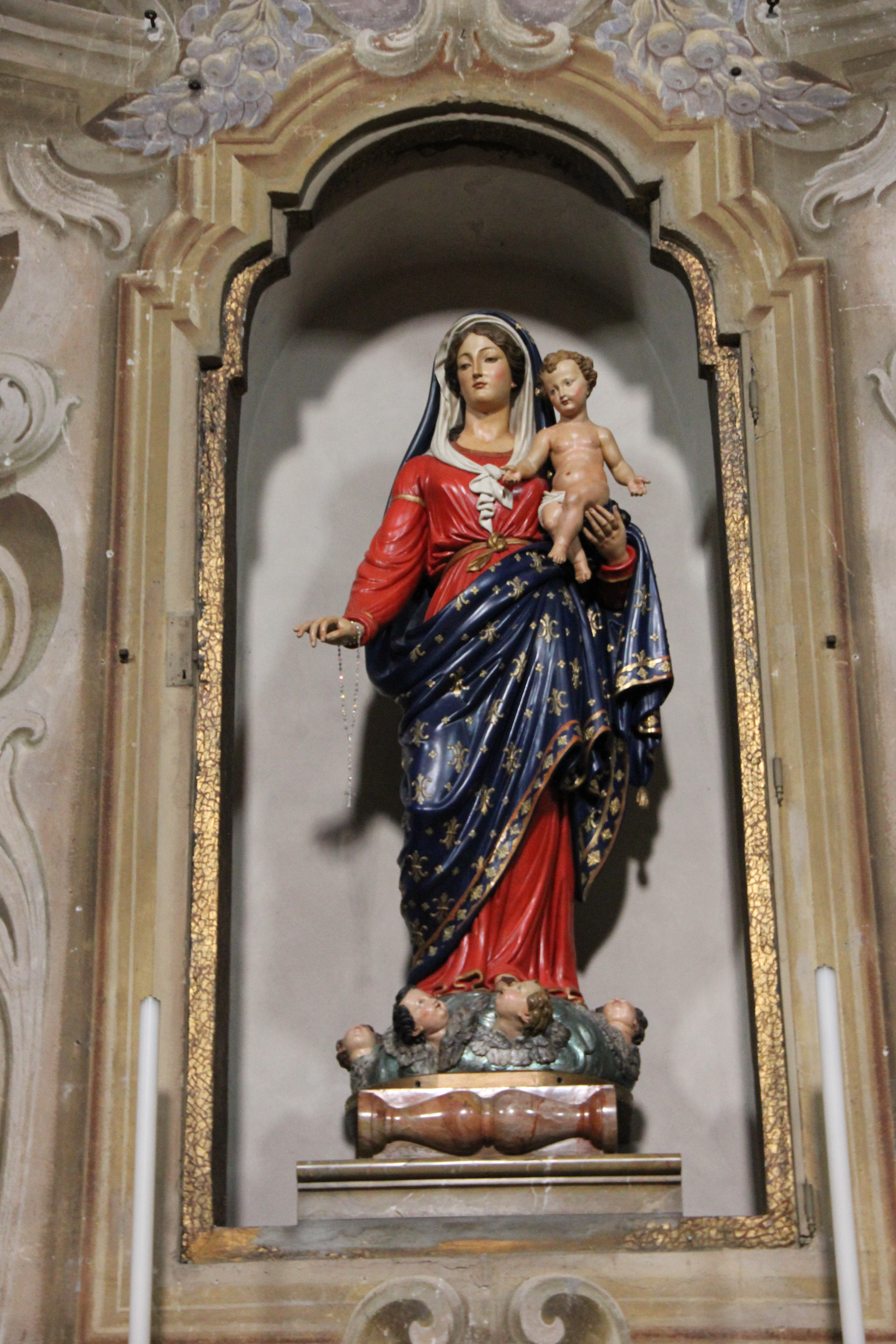
Statua della Madonna del Rosario

La cappella settentrionale del transetto è dedicata alla Madonna del Rosario. A differenza dell'altare di S. Francesco Saverio, di nuova titolazione, quello della Madonna era dedicato alla Vergine anche nella chiesa antica e si trovava nella stessa parte dell'edificio sacro. Nella collegiata medievale l'altare in testa alla navata settentrionale custodiva un'icona raffigurante l'Assunzione della beata Vergine Maria e in esso era stata eretta la confraternita del S. Rosario. Probabilmente la presenza di tale "scuola" e la devozione crescente per il Rosario portò prima del 1685 (visita del Vescovo Ciceri) a sostituire l'icona con una statua lignea della Madonna del Rosario vestita di seta e protetta da una porta di vetro. Forse era ancora quella che trovò Mons. Mojana e che sostituì con l'attuale, intagliata dal milanese Filippo Villa nel 1864.